# Litodamus collinus
Litodamus collinus är en spindelart som beskrevs av Harvey 1995. Litodamus collinus ingår i släktet Litodamus och familjen Nicodamidae.
Artens utbredningsområde är Tasmanien. Inga underarter finns listade i Catalogue of Life.